# Joaquim Pinto Netto Machado
Joaquim Pinto Netto Machado ( – Rio de Janeiro, 25 de julho de 1890) foi um médico brasileiro.
Doutorado pela Faculdade de Medicina da Bahia. Foi eleito membro da Academia Nacional de Medicina em 1857, com o número acadêmico 72.